# Autostrada A51
L'autostrada A51 tangenziale Est di Milano è un'autostrada tangente alla città e all'area suburbana di Milano nella sua parte est, gestita dalla Milano Serravalle - Milano Tangenziali.
Insieme ad A50 (tangenziale Ovest di Milano), A52 (tangenziale Nord di Milano) e A58 (Tangenziale Est Esterna di Milano) compone il più esteso sistema italiano di tangenziali intorno a una città, per una lunghezza complessiva di 106 km. Aggiungendo alle quattro tangenziali i tratti urbani di A1 e A4, che corre parallelo alla Tangenziale Nord collegando A51, A50 e A58, si ottiene un sistema di autostrade urbane di 133 km che circonda totalmente la città. Il flusso di traffico che interessa questo tratto autostradale è di oltre 170.000 transiti giornalieri.

## Storia
Fu la seconda tangenziale milanese realizzata dopo la tangenziale ovest. I lavori iniziarono nel 1969 dalla società concessionaria "S.p.a per l'autostrada Serravalle Milano Ponte Chiasso".
Il 16 ottobre 1971 venne aperto al traffico il tratto fra Rogoredo e lo svincolo di viale Forlanini.
Il tronco da Agrate a Vimercate venne aperto al traffico nel 1975.
Nel 1992 prese la connotazione attuale con la costruzione di ulteriori 10 km da Vimercate sino a Usmate Velate.
Il progetto della Tangenziale Est si rese necessario per mettere in comunicazione direttamente la direttrice autostradale est - ovest con la direttrice autostradale nord - sud senza che i mezzi entrassero in città, complicando una situazione di traffico già critica all'epoca della costruzione.

## Descrizione
L'A51 ha inizio con il km 0 all'altezza del quartiere di Rogoredo, come proseguimento senza soluzione di continuità dell'autostrada del Sole. Prosegue verso nord lambendo le ultime propaggini urbane. Degno di nota è il Viadotto dei Parchi, lungo circa 5 km, che partendo in corrispondenza dello svincolo di viale Forlanini prosegue verso Nord attraversando il parco Forlanini, la zona di via Rubattino e il Parco Lambro.
La tangenziale prosegue intersecando la SP ex SS 11 presso Cascina Gobba, e poco oltre vi si dirama la tangenziale nord in direzione di Monza. La tangenziale est prosegue attraverso i comuni di Cologno Monzese, Brugherio e Carugate, mentre in corrispondenza del comune di Agrate Brianza interseca l'autostrada Torino-Trieste.
Raggiunge il comune di Usmate Velate al km 29,300 dopo aver attraversato i comuni di Vimercate e Concorezzo per mezzo di alcuni tratti realizzati in trincea.
La tangenziale è dotata di tre corsie per senso di marcia più la corsia di emergenza, ad esclusione del tratto tra la barriera di Agrate Brianza e Usmate Velate, che ha due corsie per senso di marcia più la corsia di emergenza.
Una particolarità che caratterizzava la tangenziale Est è stata la presenza di uno svincolo (quello di viale Forlanini-Linate) con rampe d'uscita sul lato sinistro della carreggiata, in entrambi i sensi di marcia. Nel mese di marzo 2008 le due uscite dalla prima corsia di sorpasso sono state smantellate e rimpiazzate da svincoli sulla destra.
La velocità massima consentita sulla A51 è normalmente di 90 km/h, con riduzione a 80 km/h in alcuni tratti.

## Tabella percorso
| TANGENZIALE EST DI MILANO |      | |      |      |      |
| n°                        | Tipo | Indicazione | ↓km↓ | ↑km↑ | Area |
|                           |      | Raccordo R6 Raccordo R5 - del Sole | 0,0  | 29,3 | MI   |
|                           |      | Piazzale Corvetto - Via Emilia Milano - San Donato Milanese                                                                                   | 0,5  | 28,8 | MI   |
|                           |      | Paullo - Paullese MM3 San Donato | 1,0  | 28,3 | MI   |
|                           |      | Via Mecenate Peschiera Borromeo | 2,5  | 26,8 | MI   |
|                           |      | C.A.M.M. Consorzio Autostazione Merci di Milano                                                                                               | 3,0  | 26,3 | MI   |
|                           |      | Milano Viale Forlanini Aeroporto internazionale di Milano Linate Rivoltana ( Tangenziale Est Esterna di Milano – ingresso di Liscate a 16 km) | 4,0  | 25,3 | MI   |
|                           |      | Via Rubattino Segrate | 6,0  | 23,3 | MI   |
|                           |      | Segrate Cassanese ( Tangenziale Est Esterna di Milano – ingresso di Pozzuolo Martesana a 16 km)                                               | 6,7  | 22,6 | MI   |
| A                         |      | Lambrate | 7,0  | 22,3 | MI   |
|                           |      | Area Servizio "Cascina Gobba" Inversione di marcia mediante sottopasso                                                                        | 9,7  | 19,6 | MI   |
|                           |      | Cascina Gobba - Via Padova Padana Superiore - Vimodrone V.le Palmanova MM2 Gobba Istituto scientifico universitario San Raffaele              | 10,5 | 18,8 | MI   |
|                           |      | Tangenziale Nord | 11,5 | 17,8 | MI   |
|                           |      | Cologno Ovest Collegamento con la A52 per chi viaggia verso sud                                                                               | 12,0 | 17,3 | MI   |
|                           |      | Cologno Est MM2 Cologno Nord Brugherio | 14,0 | 15,3 | MI   |
|                           |      | Area Servizio "Cologno Est" | 15,7 | --   | MI   |
|                           |      | Cernusco S.N. Brugherio sud | 16,0 | 13,3 | MI   |
|                           |      | Carugate Brugherio nord | 18,0 | 11,3 | MI   |
|                           |      | Area Servizio "Carugate" | 19,0 | 10,3 | MB   |
|                           |      | Barriera di Agrate Brianza pedaggio 2,00 € | 19,5 | 9,8  | MB   |
|                           |      | Torino - Venezia (solo per chi viaggia verso Lecco)                                                                                           | 20,5 | 8,8  | MB   |
|                           |      | Agrate Brianza Collegamento con la A4 per chi viaggia verso sud                                                                               | 21,0 | 8,3  | MB   |
|                           |      | Monza Est | 21,2 | 8,1  | MB   |
|                           |      | Concorezzo (uscita direzione sud, entrata direzione nord) Agrate nord                                                                         | 22,0 | 7,3  | MB   |
|                           |      | C.na Morosina - Burago | 24,0 | 5,3  | MB   |
|                           |      | Vimercate Sud - Q.re Torri Bianche Villasanta - Arcore                                                                                        | 25,0 | 4,3  | MB   |
|                           |      | Vimercate Centro - Oreno Vimercate | 26,0 | 3,3  | MB   |
|                           |      | Vimercate Nord - Velasca | 28,0 | 1,3  | MB   |
|                           |      | Area Servizio "Vimercate ovest" (direzione sud)                                                                                               | --   | 0,8  | MB   |
|                           |      | Carnate | 29,0 | 0,3  | MB   |
|                           |      | Usmate Velate Sud | 29,2 | 0,1  | MB   |
|                           |      | direzione Lecco | 29,3 | 0,0  |      |

1. 1 2  uscita possibile solo in direzione nord; ingresso solo in direzione sud